# Gary Marcus

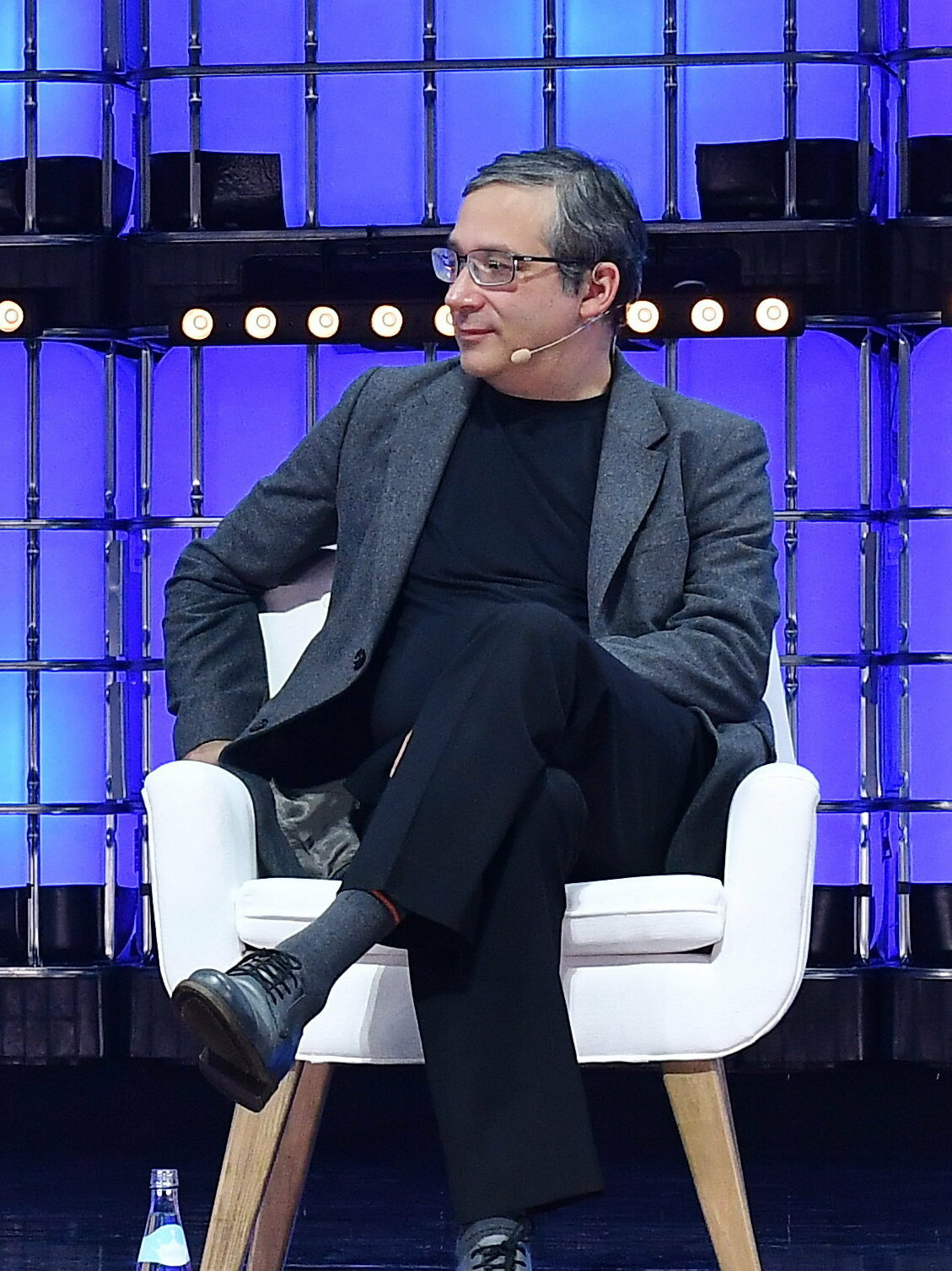
Gary Marcus auf dem Web Summit 2022, Lissabon

Gary F. Marcus (geboren am 8. Februar 1970) ist emeritierter Professor für Psychologie und Neurowissenschaften an der New York University, Firmengründer im Bereich Künstliche Intelligenz und Autor.

## Leben und Werk
Marcus studierte Kognitionswissenschaft am Hampshire College (BA, 1986–1989) und am Massachusetts Institute of Technology (MIT) (PhD, 1989–1993). Ab 1997 war er Professor für Psychologie und Neurowissenschaften an der New York University.
Im Jahr 2015 war Marcus Mitgründer eines Startups für maschinelles Lernen namens Geometric Intelligence, das im Dezember 2016 von Uber übernommen wurde.
Im Jahr 2019 gründete Marcus zusammen mit Rodney A. Brooks, dem Mitgründer von iRobot und Miterfinder des Roomba-Staubsaugerroboters, das Startup Robust.AI. Ziel von Robust.AI ist es, eine „off-the-shelf“-Plattform für maschinelles Lernen zu konstruieren, die beim Bau von autonomen Robotern eingesetzt werden kann, ähnlich wie Videospiel-Engines von Drittanbietern zur Spieleentwicklung übernommen werden können.

### Position zu Künstlicher Intelligenz
Marcus ist ein vielbeachteter Kritiker des „Hypes“ um künstliche Intelligenz. Er hat eine Regulierung der KI, eine Verbesserung der KI-Kompetenz in der Öffentlichkeit und „gut finanzierte öffentliche Denkfabriken“ gefordert, um potenzielle KI-Risiken zu untersuchen. Er hat auch argumentiert, dass KI derzeit verfrüht eingesetzt werde, insbesondere in Situationen, in denen das Risiko eines realen Schadens durch Voreingenommenheit besteht, wie bei der Gesichtserkennung oder dem Parsen von Lebensläufen, da aktuelle Deep-Learning-Techniken einer formalen Überprüfung auf Korrektheit nicht zugänglich sind. Marcus hat aktuelle Sprachmodelle als Annäherungen an den Sprachgebrauch und nicht an das Sprachverständnis beschrieben.
Am 29. März 2023 unterzeichneten Marcus und andere Forscher einen offenen Brief, in dem sie ein Moratorium für das Training von KI-Systemen forderten, die leistungsstärker als GPT-4 sind, bis angemessene Sicherheitsvorkehrungen getroffen werden können, hauptsächlich unter Berufung auf kurzfristige Risiken einer mittelmäßigen KI, die unzuverlässig, aber weit verbreitet ist.

### Veröffentlichungen (Auswahl)
- Marcus, G.; Davis, E.: Rebooting AI: Building Artificial Intelligence We Can Trust. Pantheon/Random House, 2019.
- Marcus, G.; Freeman, J. (ed.): The Future of the Brain: Essays by the World's Leading Neuroscientists. Princeton University Press, 2014.
- Marcus, G. F.: Kluge: The Haphazard Construction of the Human Mind. Houghton Mifflin, 2008.
- Marcus, G. F. (ed.): The Norton Psychology Reader. W. W. Norton, 2006.
- Marcus, G. F.: The Birth of The Mind: How a Tiny Number of Genes Creates the Complexities of Human Thought. Basic Books, 2004.
- Marcus, G. F.: The Algebraic Mind: Integrating Connectionism and Cognitive Science. MIT Press, 2001.
- Marcus, G. F., Pinker, S., Ullman, M., Hollander, M., Rosen, T. J., Xu, F., Clahsen, H.: Overregularization in language acquisition. Monographs of the Society for Research in Child Development, 57 (4), i-178, 1992.